# Fredens Park
Fredens Park er en park på Østerbro i København. Parken ligger langs med Fredensgade og mellem Amorparken ved Rigshospitalet og Sortedams Sø. Beliggenheden ved Fredensgade gør at parken ikke er så velegnet som rekreativt område. Parken blev skabt i 1973 da kommunen rev nogle boligkarreer ned for at give plads til Søringen-projektet. Dette projekt blev dog skrinlagt i 1975 og parken fik lov at bestå.
I enden ved Sortedams Sø står skulpturen Fredens Port, der blev skabt af Stig Brøgger, Hein Heinsen og Mogens Møller i 1982. Den er udført som en 15 m høj skrånende søjle i hvidmalet spændbeton og med et isat nøglehul halvvejs oppe. Navnet hentyder både til Fredensgade og ironisk til den meget uro, der opstod da karréerne blev ryddet. Derudover symboliserer det en byport, selvom der dog aldrig har ligget en i nærheden.

## Ekstern henvisning
- Wikimedia Commons har flere filer relateret til Fredens Park

55°41′35.5″N 12°34′5.2″Ø / 55.693194°N 12.568111°Ø